# Grand Prix at Road America 2025

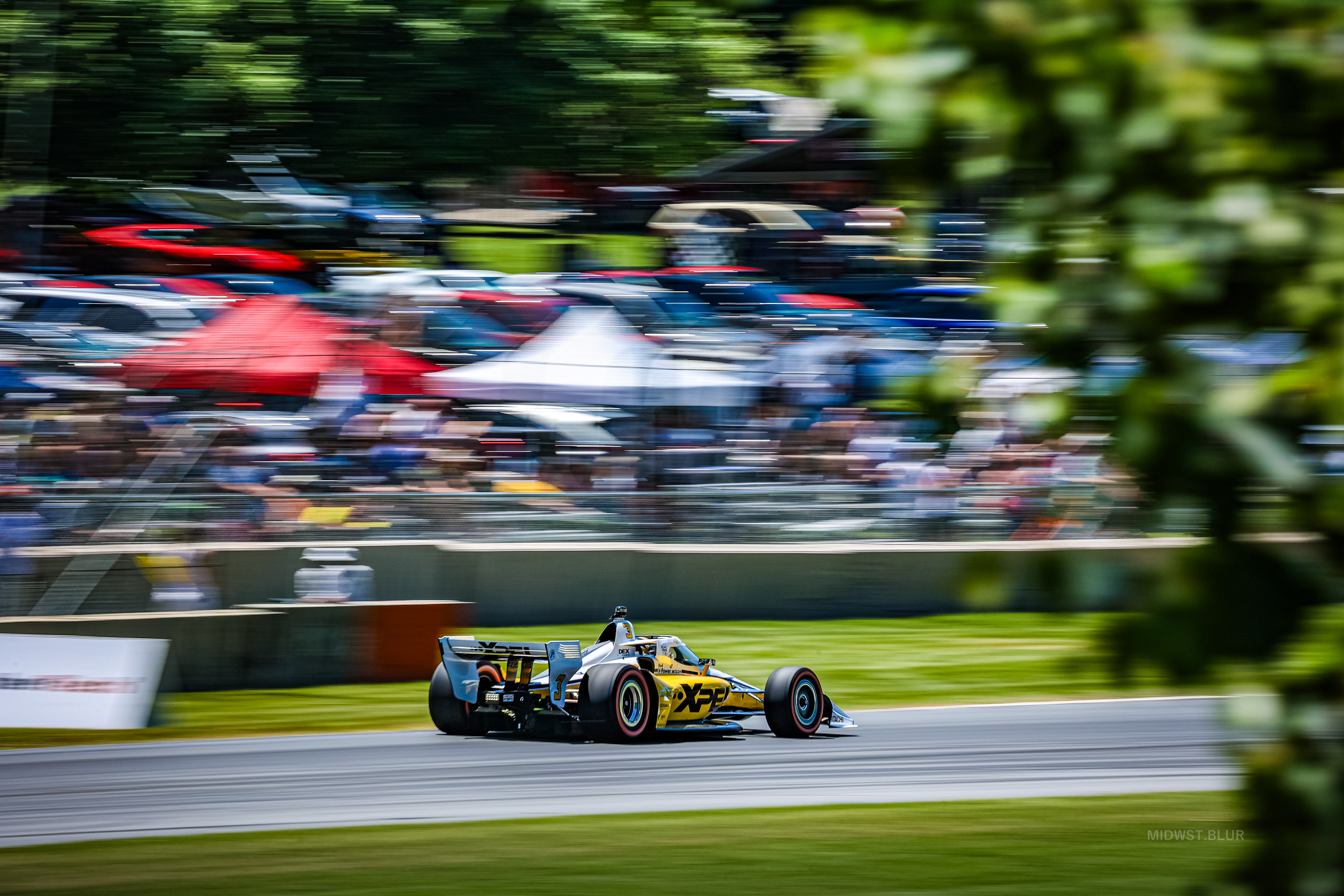
Scott McLaughlin (Team Penske) in Road America 2025

Der Grand Prix at Road America (offiziell XPEL Grand Prix at Road America 2025) auf dem Kurs Road America fand am 22. Juni 2025 statt und ging über eine Distanz von 55 Runden à 6,460 km. Es war der siebte Lauf zur IndyCar Series 2025.

## Bericht
Das Rennen in Elkhart Lake war ereignisreich, bereits während den ersten 10 Rennrunden gab es drei Gelbphasen. Nach dem Start bremste David Malukas (A. J. Foyt Racing) im Kampf mit Christian Lundgaard (Arrow McLaren) zu spät, die beiden stießen zusammen und Malukas rutschte ins Kiesbett. Nach drei Runden Gelb hinter dem Safety-Car konnte das Rennen wieder aufgenommen werden. Mehrere Positionskämpfe gab es nach dem Restart. Dabei verbremste sich Robert Schwarztman (Prema Racing), er fuhr ins Kiesbett und benötigte die Hilfe der Streckenposten, um dieses wieder zu verlassen. Nach dieser kurzen Gelbphase prallte Sting Ray Robb (Juncos Holinger Racing) beinahe von hinten in Marcus Armstrong (Meyer Shank Racing). Robb konnte nur knapp ausweichen, streifte die Mauer am rechten Streckenrand und wurde von den darauffolgenden Reifenstapeln gebremst.
Auch der weitere Verlauf des Rennens war unterhaltsam. Conor Daly (Juncos Hollinger Racing) verbremste sich in Kurve fünf und prallte gegen die Leitschienen. Will Power (Team Penske) drehte sich, ebenso sein Teamkollege Josef Newgarden. Im Kampf mit Colton Herta (Andretti Global) bekam Lundgaard einen seitlichen Stoß und landete in der Auslaufzone.
Die insgesamt fünf Gelbphasen gaben den Strategen verschiedene Möglichkeiten, ihren Fahrern die Boxenstopps zu terminieren. So musste der führende Scott Dixon (Chip Ganassi Racing), der vom 25. Startplatz ins Rennen ging, zwei Runden vor Schluss nochmals nachtanken. Dixon belegte im Schlussklassement den neunten Rang. So gab es einen europäischen Doppelsieg mit dem Spanier Alex Palou (Chip Ganassi Racing) und dem Schweden Felix Rosenqvist (Meyer Shank Racing). Der Sieger Palou verließ sich auf seinen Strategen an der Boxenmauer, hielt sich aus allen gefährlichen Zweikämpfen raus und machte selbst keine Fehler. Den dritten Platz sicherte sich A. J. Foyt Racing Fahrer Santino Ferrucci.
In der Fahrermeisterschaft war zu diesem Zeitpunkt weiterhin Palou in Führung mit 386 Punkten vor Kyle Kirkwood (Andretti Global) mit 293 und Pato O’Ward (Arrow McLaren) mit 275 Zählern.

## Zeitplan
| Datum      | Tag     | Zeit (MESZ) | Zeit (LT) | Session           |
| ---------- | ------- | ----------- | --------- | ----------------- |
| 20.06.2025 | Freitag | 22:30       | 15:30     | Freies Training 1 |
|            |         |             |           |                   |
| 21.06.2025 | Samstag | 17:00       | 10:00     | Freies Training 2 |
| 21.06.2025 | Samstag | 20:30       | 13:30     | Qualifikation     |
|            |         |             |           |                   |
| 22.06.2025 | Sonntag | 16:00       | 09:00     | Warm-Up           |
| 22.06.2025 | Sonntag | 19:45       | 12:45     | Rennen            |

## Meldeliste
| Nr. | Fahrer              | Teams                            | Motor     |
| --- | ------------------- | -------------------------------- | --------- |
| 14  | Santino Ferrucci    | A. J. Foyt Racing                | Chevrolet |
| 41  | David Malukas       | A. J. Foyt Racing                | Chevrolet |
| 26  | Colton Herta        | Andretti Global / Curb-Agajanian | Honda     |
| 27  | Kyle Kirkwood       | Andretti Global                  | Honda     |
| 28  | Marcus Ericsson     | Andretti Global                  | Honda     |
| 5   | Pato O’Ward         | Arrow McLaren                    | Chevrolet |
| 6   | Nolan Siegel        | Arrow McLaren                    | Chevrolet |
| 7   | Christian Lundgaard | Arrow McLaren                    | Chevrolet |
| 8   | Kyffin Simpson      | Chip Ganassi Racing              | Honda     |
| 9   | Scott Dixon         | Chip Ganassi Racing              | Honda     |
| 10  | Alex Palou          | Chip Ganassi Racing              | Honda     |
| 18  | Rinus VeeKay        | Dale Coyne Racing                | Honda     |
| 51  | Jacob Abel          | Dale Coyne Racing                | Honda     |
| 20  | Alexander Rossi     | Ed Carpenter Racing              | Chevrolet |
| 21  | Christian Rasmussen | Ed Carpenter Racing              | Chevrolet |
| 77  | Conor Daly          | Juncos Hollinger Racing          | Chevrolet |
| 78  | Sting Ray Robb      | Juncos Hollinger Racing          | Chevrolet |
| 60  | Felix Rosenqvist    | Meyer Shank Racing               | Honda     |
| 66  | Marcus Armstrong    | Meyer Shank Racing               | Honda     |
| 83  | Robert Shwartzman   | Prema Racing                     | Chevrolet |
| 90  | Callum Ilott        | Prema Racing                     | Chevrolet |
| 15  | Graham Rahal        | Rahal Letterman Lanigan Racing   | Honda     |
| 30  | Devlin DeFrancesco  | Rahal Letterman Lanigan Racing   | Honda     |
| 45  | Louis Foster        | Rahal Letterman Lanigan Racing   | Honda     |
| 2   | Josef Newgarden     | Team Penske                      | Chevrolet |
| 3   | Scott McLaughlin    | Team Penske                      | Chevrolet |
| 12  | Will Power          | Team Penske                      | Chevrolet |

## Klassifikationen

### Freies Training 1
| Pos. | Nr. | Fahrer             | Team            | Motor     | Zeit     |
| ---- | --- | ------------------ | --------------- | --------- | -------- |
| 1    | 27  | Kyle Kirkwood      | Andretti Global | Honda     | 1:44.988 |
| 2    | 30  | Devlin DeFrancesco | RLL             | Honda     | 1:45.141 |
| 3    | 12  | Will Power         | Team Penske     | Chevrolet | 1:45.179 |

### Freies Training 2
| Pos. | Nr. | Fahrer              | Team                | Motor     | Zeit     |
| ---- | --- | ------------------- | ------------------- | --------- | -------- |
| 1    | 7   | Christian Lundgaard | Arrow McLaren       | Chevrolet | 1:45.341 |
| 2    | 10  | Alex Palou          | Chip Ganassi Racing | Honda     | 1:45.591 |
| 3    | 12  | Will Power          | Team Penske         | Chevrolet | 1:45.680 |

### Qualifying
Fahrzeit RUNDE1 / GRUPPE1 und RUNDE1 / GRUPPE2: je 10 Min.
Fahrzeit SCHNELLSTEN ZWÖLF (aus GRUPPE1 UND GRUPPE2): 10 Min.
Fahrzeit SCHNELLSTEN SECHS (aus SCHNELLSTEN ZWÖLF): 6 Min.
| Pos. | Nr. | Fahrer              | Team                    | Motor     | Rundenzeiten | Ø mph   | Session              |
| ---- | --- | ------------------- | ----------------------- | --------- | ------------ | ------- | -------------------- |
| 1    | 45  | Louis Foster        | RLL                     | Honda     | 1:44.5141    | 138,263 | SCHNELLSTEN SECHS    |
| 2    | 10  | Alex Palou          | Chip Ganassi Racing     | Honda     | 1:44.6300    | 138,110 | SCHNELLSTEN SECHS    |
| 3    | 27  | Kyle Kirkwood       | Andretti Global         | Honda     | 1:44.8523    | 137,817 | SCHNELLSTEN SECHS    |
| 4    | 3   | Scott McLaughlin    | Team Penske             | Chevrolet | 1:45.0137    | 137,605 | SCHNELLSTEN SECHS    |
| 5    | 7   | Christian Lundgaard | Arrow McLaren           | Chevrolet | 1:45.0828    | 137,514 | SCHNELLSTEN SECHS    |
| 6    | 15  | Graham Rahal        | RLL                     | Honda     | 1:45.4877    | 136,987 | SCHNELLSTEN SECHS    |
| 7    | 4   | David Malukas       | A.J. Foyt Racing        | Chevrolet | 1:45.0906    | 137,504 | SCHNELLSTEN ZWÖLF    |
| 8    | 12  | Will Power          | Team Penske             | Chevrolet | 1:45.1220    | 137,463 | SCHNELLSTEN ZWÖLF    |
| 9    | 90  | Callum Ilott        | Prema Racing            | Chevrolet | 1:45.2532    | 137,292 | SCHNELLSTEN ZWÖLF    |
| 10   | 2   | Josef Newgarden     | Team Penske             | Chevrolet | 1:45.2834    | 137,252 | SCHNELLSTEN ZWÖLF    |
| 11   | 5   | Pato O’Ward         | Arrow McLaren           | Chevrolet | 1:45.3704    | 137,139 | SCHNELLSTEN ZWÖLF    |
| 12   | 60  | Felix Rosenqvist    | Meyer Shank Racing      | Honda     | 1:45.4532    | 137,031 | SCHNELLSTEN ZWÖLF    |
| 13   | 6   | Nolan Siegel        | Arrow McLaren           | Chevrolet | 1:45.0722    | 137,528 | OUT RUNDE1 / GRUPPE1 |
| 14   | 28  | Marcus Ericsson     | Andretti Global         | Honda     | 1:45.1984    | 137,363 | OUT RUNDE1 / GRUPPE2 |
| 15   | 66  | Marcus Armstrong    | Meyer Shank Racing      | Honda     | 1:45.2288    | 137,324 | OUT RUNDE1 / GRUPPE1 |
| 16   | 26  | Colton Herta        | Andretti Global         | Honda     | 1:45.2235    | 137,331 | OUT RUNDE1 / GRUPPE2 |
| 17   | 83  | Robert Shwartzman   | Prema Racing            | Chevrolet | 1:45.3051    | 137,224 | OUT RUNDE1 / GRUPPE1 |
| 18   | 14  | Santino Ferrucci    | A.J. Foyt Racing        | Chevrolet | 1:45.2816    | 137,255 | OUT RUNDE1 / GRUPPE2 |
| 19   | 30  | Devlin DeFrancesco  | RLL                     | Honda     | 1:45.3317    | 137,189 | OUT RUNDE1 / GRUPPE1 |
| 20   | 21  | Christian Rasmussen | Ed Carpenter Racing     | Chevrolet | 1:45.4283    | 137,064 | OUT RUNDE1 / GRUPPE2 |
| 21   | 76  | Conor Daly          | Juncos Hollinger Racing | Chevrolet | 1:45.3526    | 137,162 | OUT RUNDE1 / GRUPPE1 |
| 22   | 18  | Rinus VeeKay        | Dale Coyne Racing       | Honda     | 1:45.5780    | 136,869 | OUT RUNDE1 / GRUPPE2 |
| 23   | 8   | Kyffin Simpson      | Chip Ganassi Racing     | Honda     | 1:45.3673    | 137,143 | OUT RUNDE1 / GRUPPE1 |
| 24   | 20  | Alexander Rossi     | Ed Carpenter Racing     | Chevrolet | 1:45.6771    | 136,741 | OUT RUNDE1 / GRUPPE2 |
| 25   | 9   | Scott Dixon         | Chip Ganassi Racing     | Honda     | 1:46.6468    | 135,498 | OUT RUNDE1 / GRUPPE1 |
| 26   | 77  | Sting Ray Robb      | Juncos Hollinger Racing | Chevrolet | 1:46.0251    | 136,292 | OUT RUNDE1 / GRUPPE2 |
| 27   | 51  | Jacob Abel          | Dale Coyne Racing       | Honda     | 1:46.3837    | 135,833 | OUT RUNDE1 / GRUPPE2 |

### Endergebnis
| Pos. | Nr. | Fahrer                | Team                    | Motor     | Zeit/Rückstand                | Rd. | Frd. | Stopps | Start | Pt. |
| ---- | --- | --------------------- | ----------------------- | --------- | ----------------------------- | --- | ---- | ------ | ----- | --- |
| 1    | 10  | Alex Palou            | Chip Ganassi Racing     | Honda     | 1:53:30.5917 Std. 116,696 mph | 55  | 6    | 3      | 2     | 51  |
| 2    | 60  | Felix Rosenqvist      | Meyer Shank Racing      | Honda     | 2,1725                        | 55  | 2    | 3      | 12    | 41  |
| 3    | 14  | Santino Ferrucci      | A.J. Foyt Racing        | Chevrolet | 17,9663                       | 55  |      | 3      | 18    | 35  |
| 4    | 27  | Kyle Kirkwood         | Andretti Global         | Honda     | 19,1852                       | 55  | 1    | 3      | 3     | 33  |
| 5    | 66  | Marcus Armstrong      | Meyer Shank Racing      | Honda     | 19,6079                       | 55  |      | 4      | 15    | 30  |
| 6    | 8   | Kyffin Simpson        | Chip Ganassi Racing     | Honda     | 21,1658                       | 55  | 2    | 4      | 23    | 29  |
| 7    | 4   | David Malukas         | A.J. Foyt Racing        | Chevrolet | 21,8948                       | 55  | 2    | 5      | 7     | 27  |
| 8    | 6   | Nolan Siegel          | Arrow McLaren           | Chevrolet | 23,1972                       | 55  |      | 5      | 13    | 24  |
| 9    | 9   | Scott Dixon           | Chip Ganassi Racing     | Honda     | 29,4093                       | 55  | 27   | 4      | 25    | 25  |
| 10   | 18  | Rinus VeeKay          | Dale Coyne Racing       | Honda     | 32,0757                       | 55  |      | 3      | 22    | 20  |
| 11   | 45  | Louis Foster (R)      | RLL                     | Honda     | 37,0617                       | 55  | 3    | 3      | 1     | 21  |
| 12   | 3   | Scott McLaughlin      | Team Penske             | Chevrolet | 41,4421                       | 55  | 8    | 3      | 4     | 19  |
| 13   | 20  | Alexander Rossi       | Ed Carpenter Racing     | Chevrolet | 42,3919                       | 55  |      | 5      | 24    | 17  |
| 14   | 12  | Will Power            | Team Penske             | Chevrolet | 43,0989                       | 55  |      | 3      | 8     | 16  |
| 15   | 90  | Callum Ilott          | Prema Racing            | Chevrolet | 43,1800                       | 55  |      | 3      | 9     | 15  |
| 16   | 26  | Colton Herta          | Andretti Global         | Honda     | 43,7525                       | 55  |      | 3      | 16    | 14  |
| 17   | 5   | Pato O’Ward           | Arrow McLaren           | Chevrolet | 44,3313                       | 55  |      | 4      | 11    | 13  |
| 18   | 21  | Christian Rasmussen   | Ed Carpenter Racing     | Chevrolet | 45,1138                       | 55  |      | 4      | 20    | 12  |
| 19   | 30  | Devlin DeFrancesco    | RLL                     | Honda     | 46,5774                       | 55  |      | 5      | 19    | 11  |
| 20   | 15  | Graham Rahal          | RLL                     | Honda     | 47,0728                       | 55  |      | 3      | 6     | 10  |
| 21   | 28  | Marcus Ericsson       | Andretti Global         | Honda     | 47,6079                       | 55  |      | 3      | 14    | 9   |
| 22   | 76  | Conor Daly            | Juncos Hollinger Racing | Chevrolet | 1:04.1818                     | 55  |      | 7      | 21    | 8   |
| 23   | 51  | Jacob Abel (R)        | Dale Coyne Racing       | Honda     | 1:26.1199                     | 55  |      | 4      | 27    | 7   |
| 24   | 7   | Christian Lundgaard   | Arrow McLaren           | Chevrolet | 1:29.4030                     | 55  | 4    | 4      | 5     | 7   |
| 25   | 2   | Josef Newgarden       | Team Penske             | Chevrolet | Unfall                        | 30  |      | 2      | 10    | 5   |
| 26   | 77  | Sting Ray Robb        | Juncos Hollinger Racing | Chevrolet | Unfall                        | 9   |      |        | 26    | 5   |
| 27   | 83  | Robert Shwartzman (R) | Prema Racing            | Chevrolet | Unfall                        | 3   |      | 0      | 17    | 5   |

(R)=Rookie / 5 Gelbphasen für insgesamt 12 Rd. / alle Starter auf Firestone-Reifen